# Carrie Underwood
Carrie Underwood (sinh ngày 10 tháng 3 năm 1983 tại Checotaw, Oklahoma, Mỹ) là một nữ ca sĩ nhạc đồng quê và nhạc sĩ người Mỹ. Cô nổi tiếng từ khi đoạt danh hiệu American Idol phần thứ tư vào năm 2005 và đã từng 7 lần đoạt giải Grammy. Album nhạc đồng quê đầu tiên của Carrie Underwood là Some Hearts đã có nhiều bài hát hit lọt vào các bảng xếp hạng của Mỹ và Canada như "Inside Your Heaven", "Jesus,Take the Wheel", "Don't Forget to Remember Me", "Wasted" và một trong những bài hát xếp hạng cao nhất là "Before He Cheats". Một trong những bài hát đã đưa cô vào Top 10 Billboard là "I'll Stand by You". Album Some Hearts của Carrie Underwood đã bán được tới 7 triệu bản và là album của một American Idol bán chạy nhất hiện nay. Album thứ hai của cô Carnival Ride cũng bán được tới 3 triệu bản với những ca khúc nổi bật như "So Small" và "All-American Girl". Trong hai năm qua, cô đã bán được 14 triệu đĩa tất cả và trở thành một trong những ca sĩ trẻ thành công nhất hiện nay.

## Tiểu sử

### Những năm tháng đầu đời
Carrie Underwood, tên thật là Carrie Marie Underwood sinh ngày 10/3/1983 tại Muskogee, Oklahoma và lớn lên trong trang trại của gia đình ở thành phố Checotah, Oklahoma. Cô có hai chị là Shanna Underwood và Stephanie Underwood. Cha cô, Stephen Underwood, làm việc trong một xưởng giấy và mẹ cô là một giáo viên tiểu học. trong những năm tháng tuổi thơ, Carrie đã từng trình diễn ở Robbins Memorial Talent Show, hát tại nhà thờ Free Will Baptist và một số dịp khác ở Checotah, gia nhập câu lạc bộ Lion. Năm 1996, cô đã định ký hợp đồng với Capitol Records, nhưng hợp đồng đã bị hủy bỏ khi công ty này đổi người quản lý mới.

### Học tập
Carrie tốt nghiệp trường cấp 3 Checotah năm 2001. Sau trung học, cô đã vào đại học Northeastern State ở Tahlequah, tốt nghiệp năm 2006 với bằng cử nhân và có một bằng trong ngành du lịch. Carrie là một thành phiên của Alpha Iota - một tổ chức tình nguyện. Trong suốt 2 năm, vào mùa hè, cô trình diễn ở Northeastern Downtown Country show tổ chức ở Tahlequa. Cô cũng tham gia một cuộc thi hoa hậu tại trường Đại học và được chọn là á khôi (năm 2004).

### American Idol
Hè năm 2004, Carrie thử giọng cho American Idol tại St.Louis. Trong tuần thi Top 11 của cuộc thi, Carrie đã trình diễn một ca khúc thập niên 80 (được coi là hit thời kỳ đó) có tên là "Alone" và giám khảo Simon Cowell đã nhận xét rằng Carrie chắc chắn không những thắng cuộc thi mà còn tuyệt hơn tất cả những người thắng cuộc AI trước đó. Carrie là một trong năm người chiến thắng chưa bao giờ rơi vào Bottom 3 (cùng với Kelly Clarkson, Taylor Hicks, Jordin Sparks, David Cook). Một trong những nhà sản xuất của AI đã nói sau đó rằng Carrie đã làm chủ cuộc bầu chọn, chiến thắng từng tuần nằm trong tầm tay của cô. Trong suốt cuộc thi, Carrie đã gây dựng được một lượng fan hùng hậu. Cộng đồng fan này gọi mình là "Carrie's Care Bears". 25/5/2005, Carrie đã được trao vương miện chiến thắng của Season 4 AI.
Carrie đã xuất hiện lại một lần nữa ở Season 6 của AI với tư cách khách mời. Cô đã hát "Wasted" (ngày 8/3). Carrie cũng trình diễn ở nhạc hội Idol Gives Back, hát bài mới của mình, "I'll Stand By You" (cover một hit của Pretenders) cùng với Kelly Clarkson, Rascal Flatts và một số người nữa. Carrie cũng hát cùng bài hát này vào đêm chung kết AI ngày 23/5/2007. Carrie đã hát "Praying For Time" của Geogre Michael trong mini-marathon của AI Season 7 Idol Gives Back. Cô cũng trở lại sân khấu AI ngày 21/5/08, trình diễn "Last Name" cho đêm chung kết AI diễn ra ngày đó.

### 2005-2007: Some Hearts
Album đầu tay của Carrie, có tên "Some Hearts" đã lên kệ đĩa ngày 15/11/2005, lọt vào Billboard 200 với 315.000 bản bán được. Lượng đĩa bán được rất lớn trong tuần đầu tiên này đã đưa Some Hearts đạt #1 Billboard Top Country Albums chart và đạt debut cao nhất, tính từ năm 1991 tới 2005. Some Hearts đã được trao đĩa bạch kim bởi RIAA, và được SoundScan ghi nhận là album country bán chạy nhất trong lịch sử
Single thứ hai của album, có tên "Jesus, Take the Wheel" ra mắt trên Radio ngày 18/10/2005. Nó đạt lượng Airplay rất cao và đã chạm tới #39 trên Billboard Country chart trong tuần đầu tiên. 6 tuần liên tiếp sau đó, nó đạt #1. Những nhạc sĩ sáng tác ca khúc "Jesus, Take the Wheel" là Gordie Sampson, Brett James, Hillary Lindsey, đã được trao giải Grammy 2006 cho bài hát country của năm.
Single thứ ba của Carrie, Some Hearts, chỉ được phát hành ở một số hạng mục nhạc như Pop, Adult Contemporary và Hot Adult Contemporary tháng 10 năm 2005, đạt #25 trên Hot AC. "Don't Forget to Remember Me", single thứ tư của Carrie đạt #2 trên Billboard Hot Country Chart, #49 trên Billboard Hot 100. Dù sao, nó cũng đã đạt được #1 trong tuần đầu tiên ra mắt trên Radio & Records Country Single Chart.
Cả hai singles "Jesus, Take the Wheel" và "Don't Forget to Remember Me" đều đã đạt #1 trên Christian Radio Countdowns. "Jesus, Take the Wheel" đã thắng giải Single Country hay nhất năm của lễ trao giải Gospel music Association.. Carrie đã trình diễn "Jesus, take the Wheel" ngày 23/5/2006 và nhận được sự hoan nghênh nhiệt liệt tại lễ trao giải ACM. Cô đã kết thúc lễ trao giải bằng việc nhận được 2 giải thưởng quan trọng: Best New Female Vocalist và Single of the year. Cô cũng được đề cử cho giải Song of the Year và Female Vocalist of the year, nhưng không thắng 2 giải này.
Cuối mùa thu đó, Single tiếp theo của Carrie, "Before He Cheats" đã đạt #1 trên billboard's hot Country Songs, đứng ở vị trí này trong 5 tuần liên tiếp. Bài hát đã đạt #8 trên billboard Hot 100. Sau 1 năm ra mắt, single này vẫn còn ở trong Billboard. Để quảng bá cho "Before He Cheats", Carrie đã trình diễn ở lễ trao giải Country Music Association lần thứ 40 ngày 6/11/2006 và thắng cả hai giải Horizon cho New Country Artists và Female Vocalist.
Ngày 21/11/2006, Carrie đến với lễ trao giải American Music với 2 đề cử và đã ra về với giải Breakthrough Artist. Cô cũng được đề cử Best Female Country Artist nhưng không thắng ở hạng mục này. Cô cũng tới dự lễ trao giải Billboard Music Awards 2006 và ra về với 5 giải thưởng. Cô thắng các giải: Album of the year, Top 200 Female Artist of the Year, Female Country Artist, New Country Artist và Country Album of the Year. Carrie đã được đề cử 5 giải Academy of Country Music ở hạng mục: Best Female Vocalist, Song of the Year, Video of the Year, Album of the year, single Record of the Year. Cô thắng 3 trong số 5 đề cử đó: album of the year, video of the Year và Female Vocalist of the Year. Ngày 24/3/2007, Carrie đã tham gia làm khách mời của Saturday Night Live. Cô đã trình diễn "Before He Cheats và Wasted".
Ngày 11/4/2007, Carrie tiếp tục thành công của mình với sự ra mắt single "Wasted". Bài hát này đã đạt #1 trên Hot Country Songs Chart, #37 trên Billboard Hot 100. Video của "Wasted" debut #2 trên GACTV Top 20 Countdown. Tại lễ trao giải CMT Awards 2007 ở Nashvilê, Tennessee ngày 16/4, Carrie được đề cử ba giải thưởng, bao gồm Video Of The Year, Female Video Of The Year và Video Director Of The Year, tất cả cho "Before He Cheats". Carrie đã thắng cả ba giải. Cô cũng đã trình diễn "Before He Cheats" tại lễ trao giải này.
Đầu tháng 4, Carrie đã đi một chuyến tới Nam Phi để hoạt động tình nguyện theo chương trình "Idol Gives Back". Một video quay từ chuyến đi của cô đã lên sóng trên AI ngày 25/4. Carrie đã thu một bản acoustic của "I'll Stand By You". Single phục vụ cho hoạt động tình nguyện này đã ra mắt trên iTunes, đạt #2. Carrie cũng xuất hiện trong album mới nhất của Brad Paisley, "5th Gear", hát cùng Brad bài hát "Oh Love". Ngoài những hoạt động này, cô đã trình diễn "Before He Cheats" và "Wasted" tại Lễ hội âm nhạc CMA.
Tháng 8/2008, "Jesus, take the Wheel" đã được ghi nhận rằng đã bán được hơn 1 triệu bản nhạc chuông điện thoại và trao giải bạch kim, đưa Carrie trở thành nghệ sĩ country đầu tiên có hai bài hát đạt giải bạch kim về lượng bản chuông điện thoại bán được (cùng với Before He Cheats).

## Danh sách đĩa nhạc
- 2005: Some Hearts
- 2007: Carnival Ride
- 2009: Play On
- 2012: Blown Away
- 2015: Storyteller

## Danh sách phim
| Năm  | Xuất hiện ở                                   | Vai diễn           | Ghi chú                         |
| ---- | --------------------------------------------- | ------------------ | ------------------------------- |
| 2005 | American Idol                                 | Người dự thi       | Chiến thắng                     |
| 2007 | Saturday Night Live                           | Khách mời          |                                 |
| 2009 | Carrie Underwood: An All-Star Holiday Special | Chính cô           |                                 |
| 2010 | How I Met Your Mother                         | Tiffany            | Tập: "Hooked"                   |
| 2010 | Sesame Street                                 | "Carrie Underworm" |                                 |
| 2010 | The Buried Life                               | Chính cô           |                                 |
| 2010 | Extreme Makeover: Home Edition                | Chính cô           |                                 |
| 2011 | Soul Surfer                                   | Sarah Hill         | Ra mắt phim                     |
| 2011 | Blue Bloods                                   | Chính cô           |                                 |
| 2012 | CMT Crossroads (với Steven Tyler)             | Chính cô           | Ở buổi Pepsi Super Bowl Fan Jam |
| 2012 | Oprah's Next Chapter                          | Chính cô           |                                 |